# Konosuke Matsushita
Kōnosuke Matsushita, född 27 november 1894 i nuvarande Wakayama, död 27 april 1989 i Moriguchi var en japansk företagare som grundade Panasonic. När han var i tjugoårsåldern arbetade han för det lokala elbolaget och utvecklade under den tiden en förbättrad sockel för glödlampor, sedan lämnade han elbolaget 1917 för att starta eget. Företaget var efter något år på gränsen till konkurs men räddades av en beställning på tusen isolatorplattor för elektriska fläktar.